# 리무 (나무)
리무(rimu, 학명: Dacrydium cupressinum)는 뉴질랜드 산림 고유의 큰 상록 침엽수이다. 남쪽 침엽수 그룹인 나한송과에 속한다.
뉴질랜드 남섬에서는 Red pine으로도 불린다. 건조시 심재는 적갈색 내지 황색으로 불규칙한 줄무늬에 심재와 변재 사이의 이행재가 뚜렷하게 나타나 호두나무나 티크 등과 같이 고급 가구 목재로 활용된다.
뾰족뾰족한 비늘잎이 따갑지만, 늘어진 가지와 잎이 매력적이다.
리무는 뉴질랜드에서 가장 흔하게 볼 수 있는 토종 침엽수이다. 북섬의 대부분과 남섬의 저지대 숲, 특히 인구 밀도가 가장 높은 서해안에서 볼 수 있다. 완전히 자라면 최대 50m까지 자랄 수 있는 키가 큰 나무이다. 어린 나무였을 때 밝은 올리브 녹색 수양 가지가 있어 만졌을 때 부드럽게 뾰족하고, 자람에 따라 늘어진 가지가 되어 주변 나무와 매우 다르게 보인다. 리무는 대부분의 침엽수와 달리 같은 나무에 수컷(꽃가루)과 암컷(씨앗) 콘이 있는 경향이 있다.
리무의 수명은 800년에서 900년 정도이다. 천천히 자라는 이 나무는 오랫동안 번식된 가장 흔한 토종 나무였으며 많은 오래된 집에는 광택 및 얼룩진 마루판, 문 및 패널을 위한 아름다운 적갈색 목재로 사용된다. 오늘날 나무는 공유지의 벌목으로부터 보호되며 사유지에서는 제한된 벌채만 이루어지며 종종 헬리콥터로 운반된다. 결론적으로 리무 목재는 가구용으로 재활용하는 것이 보다 더 일반적이다.
1. ↑  Thomas, P. (2013). “Dacrydium cupressinum”. 《IUCN 적색 목록》 (IUCN) 2013: e.T42448A2981038. doi:10.2305/IUCN.UK.2013-1.RLTS.T42448A2981038.en.